# Kultni film
Kultni film je pogovorni izraz za film (ali nadaljevanko), ki privablja manjšo, a zavzeto skupino oboževalcev, pri čemer ne doživi večje prepoznavnosti izven te skupine.
Tako kultni filmi ne doživijo večjega uspeha pri navadni distribuciji in prikazovanju v kinematografih. Največji del dobička tako prinesejo z izposajanjem oziroma prodajo filma na videu.
Za kultne filme je prav tako značilno, da so pionirji na svojem področju; uporabljena je nova tehnika, tehnologija, ...
Pripadnost kultnemu filmu se izraža z rednim ogledom filma, z rituali, navajanjem delov scenarija, prevzemom filozofskih nazorov, umetnih jezikov ali uniform ipd. Včasih se skupine oboževalcev organizirajo in prirejajo redne konvencije, kamor so povabljeni tudi sami ustvarjalci kultnih filmov, v vlogi častnih gostov.
Nekateri kultni filmi so zelo redki ali težko dosegljivi. Njihova kultnost se širi le preko govoric. Takšni so recimo »Exploitation« filmi iz 70ih let 20. stoletja ali »Giallo« filmi, grozljivke italijanske produkcije iz istega obdobja.
Pomembna je reakcija gledalcev, ki mora preseči »normalno« identifikacijo. Zgolj ekonomski uspeh posameznega filma sploh nima vpliva. Pogoste so trditve, da tako imenovani »mainstream« film ne more biti kultni film.
Kultni film je običajno rezultat realizacije tveganega koncepta. Torej takšnega, ki odstopa od norm. Zato se med kultne filme pogosto uvrstijo filmi, ki so si pot v kinematografe tlakovali z uspešnim nastopanjem na manjših filmskih festivalih (recimo Šund).
Pogosto kultni filmi ob izidu niso bili komercialno uspešni ali so bili celo spregledani. Vendar so bili kasneje, preko kulta, ponovno odkriti. Primera lakih filmov sta recimo Rocky Horror Picture Show ali Citizen Kane.
Včasih so kultni filmi relativno poceni produkcije (»low budget« ali celo »no-budget«) - tako imenovani »B filmi«. Tem uspe z estetiko grdega, podiranjem tabujev in nehoteno komiko zbuditi interes gledalcev, ki v njeh odkrijejo neslutene kvalitete.
Kultni film kot pojem se vedno pogosteje uporablja v marketinške namene. S tem poskušajo filmski studiji že pri premieri pridobiti zanimanje gledalcev.
Kultnost film doseže s časom. Pogosto se namreč zgodi, da film ob svojem izidu sproži kult, ki pa se sčasoma razplamti. Takšnih filmov ne moremo označit za kultne, temveč zgolj za uspešnice.